# Sœurs de la volonté divine
Les sœurs de la volonté divine (en latin : Congregatio Sororum a Divina Voluntate) sont une congrégation religieuse féminine de droit pontifical. 

## Historique
Jeune veuve, Gaétane Sterni (1827 - 1889) entre comme postulante chez les canossiennes de Bassano del Grappa mais doit quitter le couvent quelques mois plus tard pour s'occuper de ses plus jeunes frères devenus orphelins.
En 1853, Gaétane commence à travailler au refuge de Bassano, destiné aux mendiants et aux sans-abri. En 1860, sur les conseils de son directeur spirituel, Bartolo Simonetti, elle se consacre à Dieu en privé. En 1865, deux femmes la rejoigne et elles commencent à mener une vie commune. Le 20 août 1865, les religieuses prononcent des vœux religieux donnant officiellement naissance à la congrégation.
L'institut est érigé canoniquement en droit diocésain le 19 mai 1875 par Jean Antoine Farina, évêque de Vicence. Il reçoit le décret de louange le 10 juillet 1934et ses constitutions sont définitivement approuvées par le Saint-Siège le 12 janvier 1942. 

## Activités et diffusion
Les sœurs sont prêtes à accomplir n'importe quelle œuvre, en fonction des besoins des communautés au sein desquelles elles exercent leur apostolat.
Elles sont présentes en:
- Europe : Albanie, Allemagne, Italie.
- Amérique : Brésil, Colombie, Équateur.
- Afrique : Cameroun, Bénin.

La maison généralice est à Bassano del Grappa.
En 2017, l’institut comptait 238 religieuses dans 41 maisons.